# Дерябиха (Пензенская область)
Дерябиха — деревня в Белинском районе Пензенской области России. Входит в состав Лермонтовского сельсовета.

## География
Деревня находится в юго-западной части Пензенской области, в пределах Приволжской возвышенности, на левом берегу реки Левки, на расстоянии примерно 17 километров (по прямой) к востоку от города Белинский, административного центра района.

## История
Основана в период между 1718 и 1747 годами на землях служилых людей (Ф. Озерова и других). Происхождение названия связано с фамилией основателя И. В. Дерябина. В 1762 году населённый пункт упоминается как сельцо Богородское, Дерябиха тож, Завального стана Верхнеломовского уезда, во владении подполковника лейб-гвардии Преображенского полка князя Никиты Юрьевича Трубецкого. Числилось 204 ревизских души. В 1785 году находилось в собственности у помещиков Алексея Ивановича и Лаврентия Алексеевича Хрущевых (237 ревизских душ). В 1816 году — у подполковника Кондратия Никифоровича Жилинского и его жены (145 ревизских душ). В 1866 году числилось 47дворов. По состоянию на 1877 год входила в состав Тарханской волости Чембарского уезда. Имелись 61 двор и церковь. В 1911 году в Дерябихе находились два крестьянских общества, 66 дворов, старообрядческий молитвенный дом, церковноприходская школа, кредитное товарищество, три ветряные мельницы и три лавки.
В 1930 году в центр сельсовета. В 1955 году являлась частью Лермонтовского сельсовета. Располагалась бригада колхоза «Сталинский путь».

## Население
| 2010 |
| ---- |
| 49   |

Половой состав
По данным Всероссийской переписи населения 2010 года в гендерной структуре населения мужчины составляли 46,9 %, женщины — соответственно 53,1 %.
Национальный состав
Согласно результатам переписи 2002 года, в национальной структуре населения русские составляли 100 % из 91 чел.